# Ka‘iu Kimura
Leslie Ka'iu Kimura (Waimea) es una científica hawaiana. Desde 2010 es la directora ejecutiva del Centro de Astronomía de Imiloa, donde enseña la cultura y la astronomía tradicional de Hawái.

## Biografía
Ka'iu Kimura nació en Waimea. Ella es una yonsei (japonesa de cuarta generación) cuyo abuelo, el agrónomo Hisao Kimura y la abuela hawaiana, Elizabeth Lindsey, unieron a dos clanes conocidos. Kimura creció con influencias de ambas culturas y la exposición tanto al hawaiano como al japonés hablado.
En séptimo grado, Kimura asistió al campus de Kapālama de las escuelas de Kamehameha en O'ahu como estudiante internado. Como licenciada en la Universidad de Hawai'i en Hilo, estudió en el extranjero en la Universidad de Waikato en Nueva Zelanda y se inspiró al conocer los esfuerzos de los maoríes por preservar su cultura y sus derechos. Mientras era una estudiante de posgrado en UH Hilo, se le pidió que colaborara en el proyecto 'Imiloa, después llamado Centro de Educación Astronómica Mauna Kea, como asistente de investigación. Recibió su licenciatura en lengua y literatura hawaianas. En 2013 comenzó a trabajar en un doctorado. programa en UH Hilo que se centra en la revitalización de la lengua indígena.

## Trayectoria profesional
Kimura y su tío, el experto en lengua hawaiana Larry Kimura, crearon gran parte del contenido cultural hawaiano que se exhibe en el Centro de Astronomía de Imiloa. Ha trabajado para educar a los hawaianos y a la gente de otros países sobre los Observatorios de Mauna Kea, incluida la discusión de la controversia sobre el desarrollo futuro de Mauna Kea. Kimura trabajó en varios puestos en 'Imiloa, incluso como coordinadora de experiencia y como directora asociada, antes de ser ascendida a directora ejecutiva en 2010. En su papel de directora ejecutiva, ha seguido una agenda de colaboración para fomentar la investigación y la educación sobre las cosmovisiones indígenas en la ciencia.
En 2017, ella y Larry Kimura colaboraron para dar un nombre hawaiano al primer asteroide interestelar observado Oumuamua. Dos años más tarde, anunció un proyecto que incluía especialistas en cultura y astronomía hawaianas con el objetivo de usar palabras hawaianas para describir objetos astronómicos. El proyecto colaborativo, dirigido por el Centro de Astronomía Imiloa, se llama A Hua He Inoa, una frase hawaiana que describe la práctica de invocar un nombre, y está diseñado para crear una conexión con los descubrimientos facilitados por los observatorios en Hawai'i.

## Reconocimientos
Kimura fue elegida como miembro de Pacific Century Fellow de 2009. En 2020, la revista Hawaii Business la nombró una de las 20 de las Next 20.